# 母衣眾
母衣眾（羅馬字：Horoshū）是指在武士被組織化的日本戰國時代中，把母衣染成紅色和黄色等鮮明的顏色以讓敵我雙方識別的精鋭武士、以及被允許着用作為名譽軍裝的母衣在本陣和前線部隊之間行動的使番，這些使番集團就被稱為「母衣眾」。
在織田信長的軍隊中，由馬廻中選拔出的使番有「黑母衣眾」和「赤母衣眾」，這些人分別穿著被染成黑色和紅色的母衣，在小瀨甫庵所著的『信長記』記載是由以下的人物所構成（第二「母衣之眾事」）。
- 黑母衣眾
  - 佐佐內藏助
  - 毛利新左衛門尉
  - 河尻肥前守
  - 生駒勝介
  - 水野帶刀左衛門尉
  - 津田左馬允
  - 蜂屋兵庫頭
  - 中河八郎右衛門尉
  - 中島主水正
  - 松岡九郎次郎

- 赤母衣眾
  - 織田越前守
  - 前田又左衛門尉
  - 飯尾隠岐守
  - 福富平左衛門尉
  - 原田備中守
  - 黑田次右衛門尉
  - 毛利河內守
  - 野野村三十郎
  - 豬子內匠助

而在美濃國高木氏所流傳的古文書「高木文書」記載除了以上的人以外還有其他人，在黑母衣眾再加上「平井久右衛門」和「伊東武兵衛」，而在赤母衣眾則加上「淺井新八郎」、「木下雅樂助」、「伊東清藏」、「岩室長門守」、「山口飛驒守」、「佐脇藤八郎」、「長谷川橋介」、「渥美刑部丞」、「金森五郎八」、「加藤彌三郎」，不過這個記述是建基於渥美刑部丞的証言，因此被指有可能渥美刑部丞為自己宣傳而說出的虛言。
信長的母衣眾在地位上與黑母衣眾和赤母衣眾並沒有格別，但是在『菅利家卿語話』中記述，不是母衣眾的戶田勝成對前田利家（赤母衣眾之一）「赤母衣眾稍為欠缺聲望」（赤母衣衆は、少し人の覚えも薄き様に申候），即是黑母衣眾比較高級，而以成員來看的話，黑母衣眾在年齡上稍微年長。而兩母衣眾成員的知行亦沒有規律，他們各自能動員的軍事力應該有差別，但是與母衣眾的待遇相同。
除了織田氏的職制外，豐臣秀吉的黄母衣眾亦相當有名，江戶時代的諸藩中有藤堂家、仙台伊達家等，在。在軍事上設置母衣眾。
根據『太閤記』卷第二十二中記載有以下成員：
- 黃母衣眾
  - 戶田勝隆（民部少輔）
  - 三好房一（丹後守）
  - 井上道勝（忠右衛門尉）
  - 津田信任（與左衛門尉）
  - 郡宗保（主馬正）
  - 松原五郎兵衛尉
  - 野野村雅春（伊予守）
  - 長原雲澤軒
  - 尾藤知宣（甚右衛門尉）
  - 青木一重（民部少輔）
  - 伊東長實（丹後守）
  - 毛利勝信（壹岐守）
  - 一柳直末（右近將監）
  - 速水守久（甲斐守）
  - 赤美平七郎
  - 中島氏種（式部少輔）
  - 服部一忠（采女正）
  - 山田久三郎
  - 荒川助八郎
  - 山田忠兵衛尉
  - 長坂三十郎
  - 近藤九介
  - 伊木遠雄（七郎右衛門尉）
  - 石尾治一（下野守）

## 外部連結
- 国立国会図書館デジタルコレクション - 日本歴史文庫 菅利家卿語話 （页面存档备份，存于）